# Torbjørn Yggeseth
Torbjørn Yggeseth' (18. juni 1934-10. januar 2010) var en norsk skihopper der var aktiv i 1960'erne. Han blev født i Asker.
I 1953 tog han studentereksamen, før han sluttede sig til Luftforsvaret, hvor han blev uddannet som jagerpilot i Canada.
Yggeseth var aktiv fra 1959, og senere samme år blev han kåret som årets sportsperson i Norge. Han var også æresmedlem af det internationale skiforbund, og den norske skiskydning.
I 2008 fik han konstateret uhelbredelig prostatakræft. Han skulle igennem en operation som gjorde ham lam fra taljen og ned, så han sad i en kørestol. Han døde den 10. januar 2010